# Торс, Оулавюр
О́улавюр Три́ггвасон То́рс (исл. Ólafur Tryggvason Thors; 19 января 1892, Боргарнес — 31 декабря 1964, Рейкьявик) — исландский политик, пятикратный премьер-министр Исландии в 1940—1960-х годах (1942, 1944—1947, 1949—1950, 1953—1956 и 1959—1963).
Сын Тора Йенсена, датского предпринимателя, работавшего в Исландии. Член альтинга с 1926 до самой смерти, заместитель министра юстиции с 14 ноября до 23 декабря 1932, министр по промышленным делам с 1939 до 1942, министр иностранных дел в 1942 и 1944—1947 в собственных правительствах, социальный министр в 1949—1950 также в своём правительстве, министр по делам промышленности и рыбной ловли в 1950—1953, министр рыболовства с 1953 до 1956 в своём правительстве. Председатель Партии независимости в 1934—1961.

## Личная жизнь
Жена — Ингибьёрг Индридадоуттир (Ingibjörg Indriðadóttir Thors; 21 августа 1894 — 5 августа 1988), домохозяйка, дочь Индриди Эйнарссона, депутата альтинга и внучка Пьетюра Гвюдьонсена (Pétur Guðjohnsen; 1812—1877), депутата альтинга. Их дети: Тор Йенсен (Thor Jensen; 17 сентября 1916 — 10 февраля 1921), Марта (Marta; 28 марта 1918 — 20 декабря 1998), Тор (Thor; 31 марта 1922 — 9 декабря 1992), Ингибьёрг (Ingibjörg Thors Gíslason; 15 февраля 1924 — 20 августа 2004), Маргрьет Торбьёрг (Margrét Þorbjörg; 1929 — 5 марта 2003).